# Sebahat Kumaş
Sebahat Kumaş (* 12. Mai 1989 in Aydın) ist eine türkische Schauspielerin.

## Biografie
Sebahat Kumaş wurde am 12. Mai 1989 in Aydın geboren. Sie studierte an der Anadolu Üniversitesi. Ihr Debüt gab sie 2009 in der Fernsehserie Bahar Dalları. Anschließend war sie in Arka Sıradakiler zu sehen. Im selben Jahr trat sie in der Serie Adanalı auf. Von 2011 bis 2013 bekam Kumaş in der Serie Das osmanische Imperium – Harem: Der Weg zur Macht eine Nebenrolle.
2013 spielte Kumaş in der Serie Karagül mit. Zwischen 2016 und 2018 wurde sie für die Serie Kalbimdeki Deniz gecastet. 2020 setzte sie ihre Karriere in Zümrüdüanka fort. Ihre erste Hauptrolle bekam sie 2022 in dem Film Aşkın Gönül Yazısı.

## Filmografie
Filme
- 2022: Aşkın Gönül Yazısı

Serien
- 2009: Bahar Dalları
- 2010: Arka Sıradakiler
- 2010: Adanalı
- 2010: Öğretmen Kemal
- 2011–2013: Das osmanische Imperium – Harem: Der Weg zur Macht
- 2013–2016: Karagül
- 2016–2018: Kalbimdeki Deniz
- 2020: Zümrüdüanka
- 2022: Aşk Mantık İntikam